# Aaviku (Rae)
Aaviku is een plaats in de Estlandse gemeente Rae, provincie Harjumaa. De plaats heeft de status van dorp (Estisch: küla).

## Bevolking
Het dorp had 197 inwoners op 31 december 2011 en 237 inwoners op 31 december 2021.

## Ligging
De plaats ligt aan de Põhimaantee 2, de hoofdweg van Tallinn naar Tartu.